# Partnerstwo w przywództwie
Partnerstwo w przywództwie (ang. partnership in leadership) − koncepcja stosowana w polityce Stanów Zjednoczonych wobec Europy po zjednoczeniu Niemiec i rozpadzie ZSRR, polegająca na wzmocnieniu relacji amerykańsko-niemieckich i stymulowaniu Niemiec do pełnienia roli przywódczej w Europie celem odciążenia Stanów Zjednoczonych. Oficjalnie sformułowana i zaprezentowana w maju 1989 roku przez prezydenta George’a Busha seniora w Moguncji.
Politycy amerykańscy dążyli do partnerstwa z Niemcami w zakresie stabilizacji Europy Środkowo-Wschodniej, transformacji politycznej i gospodarczej byłych satelitów sowieckich, stosunków z Rosją i kwestii udziału w działaniach zbrojnych na świecie. Drugim celem działania Amerykanów był przekonanie innych narodów europejskich do zaakceptowania aktywniejszej roli Niemiec. Niemcy nadal akceptowały dużą rolę USA w powojennej polityce i uznawały ich pozycję w świecie wobec dekompozycji ZSRR, jednak zniknięcie zagrożenia sowieckiego osłabiło zależność państw zachodnich od USA i ich obecności militarnej. Równocześnie dominowało w Niemczech pragnienie wzmocnienia pozycji państwa w stosunkach z USA przy jednoczesnym przekonaniu świata, że polityka niemiecka nie ma charakteru agresywnego i jest zbieżna z amerykańską. Propozycję współpracy w tych zakresach złożył Niemcom w maju 1989 roku prezydent Bush, który także wówczas użył terminu „partnerstwo w przywództwie”. Za prezydentury Billa Clintona polityka partnerstwa w przywództwie była podtrzymywana, podczas wizyty w Niemczech w 1994 roku Clinton mówił o „specjalnych stosunkach” z Niemcami. Jednak dopiero za rządów Gerharda Schrödera doszło do zerwania podporządkowania Niemiec USA za sprawą sprzeciwu Niemiec wobec agresji na Irak, co miało zmusić USA do traktowania Niemiec w istocie po partnersku. Po objęciu rządów przez Angelę Merkel nastąpiło ocieplenie stosunków z USA, na co prezydent George W. Bush zareagował ponowieniem propozycji partnerstwa.